# 西山老君庙

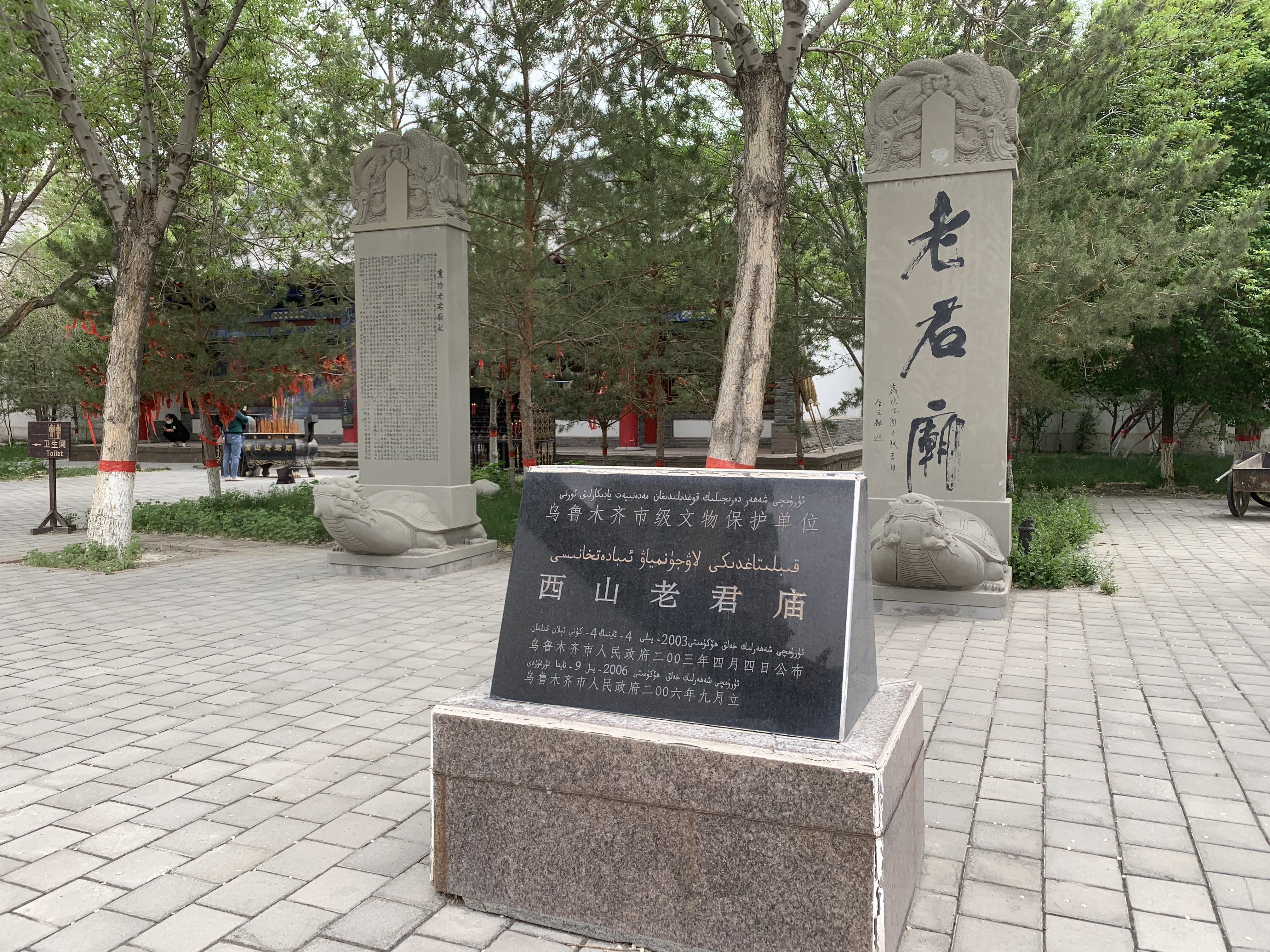
乌鲁木齐市级文物保护单位 西山老君庙（后为任法融题写的“老君庙”碑及重修老君庙记碑）

西山老君庙位于中华人民共和国新疆维吾尔自治区乌鲁木齐市沙依巴克区西山路122号，是新疆建庙较早，规模最大的道教建筑。西山老君庙坐落在新疆生产建设兵团第十二师104团团部附近，主要建筑包括钟鼓楼、灵官殿、玉皇殿、老君殿等，其中主殿为老君殿。2003年，西山老君庙列为乌鲁木齐市重点文物保护单位。

## 历史
虽然在明代之前，西域就已经出现了道教的身影，例如，敦煌莫高窟数个石窟中关于西王母、东王公等道教的内容，以及讲述丘处机和弟子在中亚所见所闻的《长春真人西游记》。但是明代开始，道教在西域的传播开始衰落。准噶尔之役之后，清政府正式开始治理新疆，大量军民开始迁往新疆并定居，这也给道教在新疆的重新传播提供了土壤。
西山老君庙于乾隆三十二年（公元1767年）由几个无名道士修建，相传西山老君庙选址在了丘处机飞天升仙之前最后一个闭关场所的所在地。亦有民间传说，被革职谪戍的纪昀居住在阅微草堂（位于现在乌鲁木齐市沙依巴克区九家湾，老君庙西北处）。一日，他梦见老君骑着青牛，口诵“归来重复上蓬山”。纪昀悟其点化，发动当地民众对西山老君庙进行扩建并重塑其金身。在开光的当天，赦免书就下达了。从此老君庙名声大振。在当时，西山老君庙供奉的是太上老君、鲁班和欧歧佛，每个神都有自己的神像，在每年过会之时，人们也会通过集体协商分开过会。西山老君庙位于当时巩宁城的西煤窑，煤窑的煤炭工人以及生活在老君庙周边的铁匠、当地的石匠给太上老君过会。木匠则是给鲁班过会。附近的金匠、银匠以及铜匠给欧歧佛过会。到了光绪年间，西山老君庙香火也很旺盛。光绪三年（公元1877年）前后的每年十月十五老君庙庙会，赶庙会的人数能多达600到700人，而二月十五火神庙会和六月二十三的马王会到老君庙赶庙会的人数则少一些。即便人少一些，西山老君庙在火神庙会时也会连续三天请戏班场戏，这种民俗被称为“煤窑工过会”或“炉炉匠过会”。
后来，窑户逐渐迁往八道湾处（今乌鲁木齐市水磨沟区内），加之逐渐猖獗匪盗，老君庙开始衰败。新疆和平解放之后，乌鲁木齐市建筑工会占用了老君庙，庙中的道士迁往乌鲁木齐市药王庙。因与新疆生产建设兵团第十二师104团团部相邻，西山老君庙先后作为办公室、天山九场卫生队、部队医院而存在。1961年，煤炭地质勘探一五六队驻扎期间，将已经破败的大殿拆除。文化大革命期间，西山老君庙遭到严重的损毁。西山老君庙一度成为部队的仓库，也因此老君庙仅前殿得以保存。
二十一世纪后，老君庙的保护和重建开始被重视起来。2003年4月，乌鲁木齐市人民政府将西山老君庙列为乌鲁木齐市重点文物保护单位。这一年5月，西山老君庙筹建委员会成立，重建西山老君庙的工作提上日程。2003年11月，老君庙开始动工重建。除了对老君庙的扩建，原有的老君庙建筑也经过了落架维修。2006年，老君庙一期工程完工，在国庆节期间开门辑客。2007年9月，总投资超过3000万元人民币的西山老君庙完全竣工。9月，举行神像开光庆典。2008年，西山老君庙被中华人民共和国国家旅游局评为国家AAAA级景区。2009年，老君庙与新疆财经大学旅游学院合作成为旅游学院的实训基地。2011年，新疆师范大学外国留学生文化实践基地也选择在了西山老君庙。2021年，104团开始打造老君庙中国传统民俗文化街区。

## 地理位置与建筑特点
西山老君庙位于乌鲁木齐市沙依巴克区西山路122号，占地面积超26,500平方米，建筑面积7,000平方米。整个庙观还原了清代的建筑风格和道教宫观的特点。西山老君庙的山门坐北朝南，建筑布局按照中轴线设计。中路有牌楼、山门、钟鼓楼、灵官殿、玉皇殿、老君殿。其中牌楼上有由任法融题写的“老君庙”三字，老君庙山门为棂星门。山门的左右两侧分别是鼓楼和钟楼。
清代所建老君庙遗迹坐落在老君庙前殿的灵官殿，建筑面积约88平方米，是坐北朝南的土木结构硬山式建筑。浅浮雕花纹砖镶嵌成了建筑的正脊，有两个兽首分别位于东西两端。两个左右对称的圆窗位于建筑后墙，窗边用扇形的红石板相拼而成。灵官殿奉祀的是王灵官，灵官殿的墙壁上绘有讲述王灵官和萨真人相关故事的彩色壁画。玉皇殿位于灵官殿之后，奉祀着玉皇大帝以及天皇大帝、紫微大帝、南极仙翁和后土元君。玉皇殿之后为老君庙主体建筑老君殿。老君殿高25米，四周有汉白玉雕花的栏杆，老君殿内有高7米的老君塑像，左右分立有庄子、列子、文子、亢仓子和张道陵、许逊、葛玄和萨守坚八位真人的塑像。西侧和北侧是老子八十一化的彩绘。中轴线两侧有慈航殿、药王殿、文昌殿、财神殿以及厢房。其中慈航殿奉祀着慈航真人。药王殿奉祀着三位药王，分别是孙思邈、扁鹊和华佗。文昌殿奉祀着掌管人间功名利禄的文昌帝君和魁星。财神殿供奉着三位财神，分别是比干、赵公明以及关圣帝君。

## 老君庙建筑图片
| - 西山老君庙牌楼 - 西山老君庙山门 - 钟楼 - 鼓楼 - 灵官殿（清代建筑） - 玉皇殿 - 老君殿 - 慈航殿 - 药王殿 - 文昌殿 - 财神殿 |